# 楊棐
楊棐（1532年—1576年），字賓周，號虹涧，福建建寧府建安縣人，明朝政治人物。

## 生平
嘉靖三十一年（1552年）壬子科福建鄉試第十六名舉人。嘉靖三十二年（1553年）聯捷癸丑科會試第二百五十七名，三甲第一百一十名進士。兵部观政，授江西峡江知县，历升徽州府通判、南太仆寺丞、户部员外郎、郎中，出知浙江湖州府，丁母忧归。服阕，起补廣東肇庆府。

## 家族
曾祖楊昂，順德知縣；祖父楊崇，雲南按察司僉事；父楊敦，封户部郎中；母黃氏，封宜人。兄杨棠（生员）、弟杨槩、杨渠。